# Gündüzqala
Gündüzqala är en ort i Azerbajdzjan.   Den ligger i distriktet Qusar Rayonu, i den nordöstra delen av landet, 180 km nordväst om huvudstaden Baku. Gündüzqala ligger 457 meter över havet och antalet invånare är 976.
Terrängen runt Gündüzqala är platt åt nordost, men åt sydväst är den kuperad. Närmaste större samhälle är Quba, 19,9 km söder om Gündüzqala.
Trakten runt Gündüzqala består till största delen av jordbruksmark. Runt Gündüzqala är det ganska glesbefolkat, med 48 invånare per kvadratkilometer.